# Dawit Kezeraszwili
Dawit Kezeraszwili (gruz. დავით კეზერაშვილი, ur. 22 września 1978 w Tbilisi) – gruziński polityk, minister obrony Gruzji od 11 listopada 2006 do 5 grudnia 2008.

## Życiorys
Dawit Kezeraszwili urodził się w Tbilisi. W dzieciństwie wraz z rodziną wyjechał do RFSRR. W 1992 przeniósł się do Izraela, gdzie przez półtora roku mieszkał wraz z babką w Kiryat Ben-Gurion niedaleko Holonu, gdzie uczęszczał do szkoły średniej.
W 1993 wrócił do Gruzji. W 1999 ukończył prawo i stosunki międzynarodowe na Tbiliskim Uniwersytecie Państwowym. Po studiach od 2001 do 2002 pracował w Ministerstwie Sprawiedliwości oraz został asystentem Micheila Saakaszwilego. W latach 2002–2004 był asystentem szefa Rady Miejskiej Tbilisi.
Od 2004 do listopada 2006 Kezeraszwili pracował w Ministerstwie Finansów, pełniąc funkcję szefa policji finansowej. 11 listopada 2006 został mianowany ministrem obrony, zastępując na stanowisku Irakli Okruaszwilego. Został odwołany z tego stanowiska 5 grudnia 2008.
Kezeraszwili był jednym z założycieli Zjednoczonego Ruchu Narodowego.
Jest poliglotą zna języki: gruziński, angielski, rosyjski, hebrajski i włoski.